# Julius Heinrich Spengel
Julius Heinrich Spengel (Hamburg, 12 de juny de 1853 - 17 d'abril de 1936) fou un compositor alemany.
Estudià en el Conservatori de Colònia i en l'Acadèmia Reial de Berlín establint-se després en la seva ciutat natal com a professor de música. El 1878 fou nomenat director de la societat de Santa Cecília, el 1884, professor de cant del Seminari d'instructors i el 1886 organista de l'església de Santa Gertrudis.
Entre les seves composicions hi figuren: 
- una Simfonia en re menor;
- un quartet per a instruments d'arc i piano;
- una sonata per a violoncel, cors, lieder, etc.

Spengel era amic de Brahms i el director que el 1904 va estrenar Midsommarvaka opus 19 d'Hugo Alfvén (una de les obres més populars d'aquest compositor.
També és autor d'una guia temàtica de la Missa en si menor, de Bach.